# Pilaria carbonipes carbonipes
Pilaria carbonipes carbonipes is een ondersoort van de tweevleugelige Pilaria carbonipes uit de familie steltmuggen (Limoniidae). De soort komt voor in het Oriëntaals gebied.